# Història Augusta
Història Augusta és el nom modern d'una col·lecció de pseudobiografies dels emperadors romans dels segles segon i tercer. Són escrites per sis autors coneguts amb el nom col·lectiu de Scriptores Historiae Augustae. Malgrat els dubtes sobre la fiabilitat del contingut d'aquestes biografies, no s'han deixat de banda totalment, ja que són els únics escrits històrics que es tenen sobre aquest període. Expliquen la vida de molts governants, entre els anys 117 i 285.
Es divideixen en dos grups: 
- Des d'Hadrià fins a Gordià III (117-244), dedicada a l'emperador Dioclecià (284-305) i escrita per quatre autors diferents.
- Des de Valerià I fins a Carí (253-285), dedicada a Constantí el Gran (306-337), escrita per dos autors.

## Títol i autors
El títol de la compilació vé d'Isaac Casaubon, que en va fer una edició crítica l'any 1603 a partir de diversos manuscrits antics. De les biografies que inclou no se sap en quin moment van ser escrites però ja eren citades per autors dels segles ix i x. Una edició anterior a la de Cassaubon titulada Princeps publicada a Milà el 1475 citava els següents autors:
- Aelius Spartianus
- Iulius Capitolinus
- Vulcacius Gallicanus
- Aelius Lampridius
- Trebellius Pollio
- Flavius Vopiscus de Siracusa.

## Propòsit de l'obra

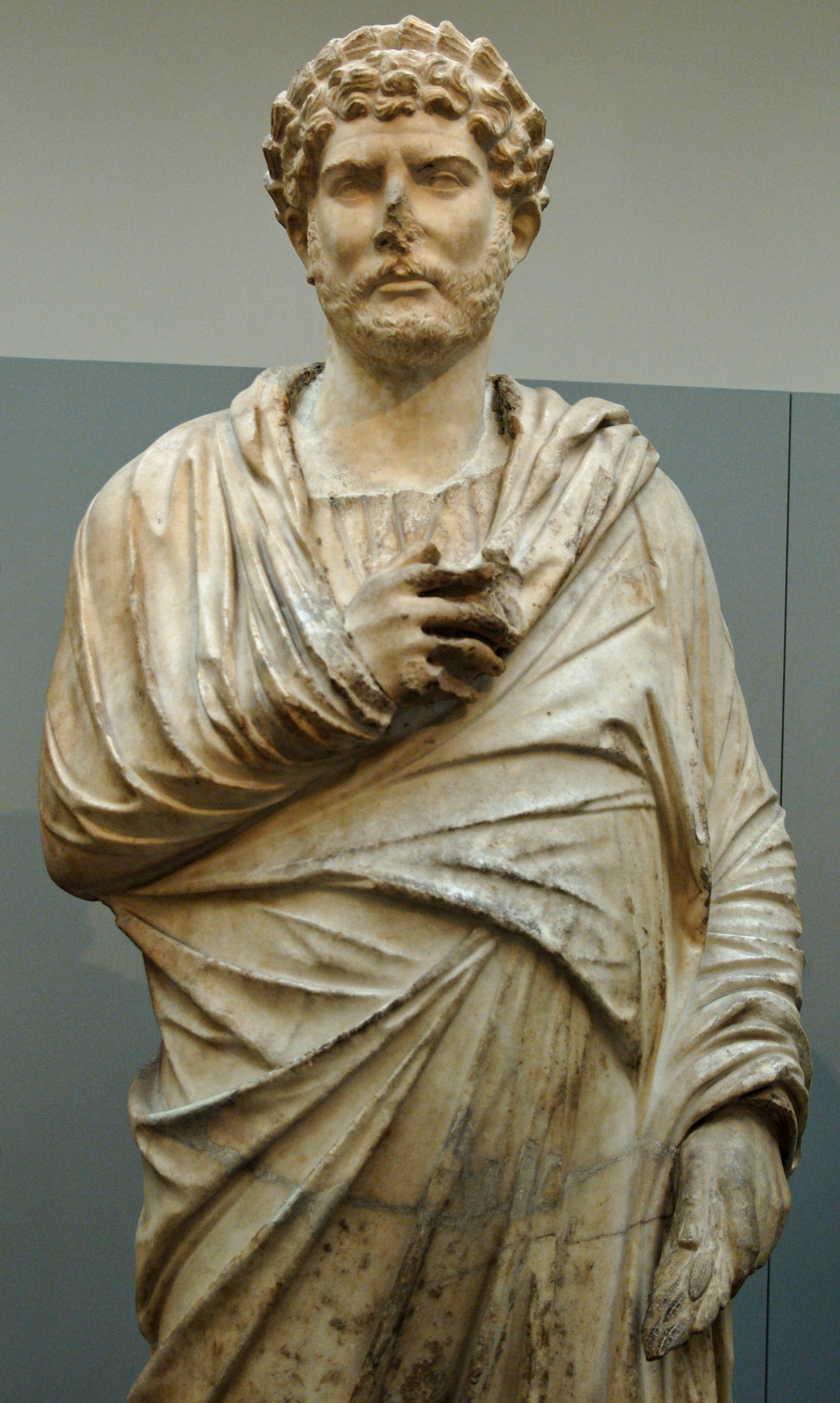
La Història Augusta comença amb la vida d'Hadrià (imatge d'aquest emperador al temple d'Apol·lo a Cirene)

Es desconeix si l'objectiu d'escriure aquestes biografies era fer una narració històrica o si hi havia un altre objectiu amagat que va fer que els autors fessin servir pseudònims. Un passatge que ha estat motiu de reflexió al respecte és el del començament de la vida d'Hadrià en què aquest emperador es troba amb el prefecte de la ciutat durant les festes de la Hilària i tenen una conversa en la qual el prefecte insta l'emperador a escriure un llibre d'història en què narri el que sàpiga i el que no s'ho inventi.

## Emperadors i no emperadors
Una característica única de la Historia Augustae és que narra no tan sols les biografies dels emperadors qui van governar sinó també les dels qui van ser designats hereus però no van governar, les dels usurpadors qui van reclamar tenir dret al títol imperial i les d'homes qui van ser governants conjuntament a un emperador. Per exemple s'explica la vida de Lucius Aelius, fill adoptiu d'Hadrià que va ser designat hereu al tron però que mai el va assolir; la vida dels usurpadors Avidi Cassi, Pescenni Níger, Clodi Albí; la de Geta que va ser governant juntament amb el seu pare i el seu germà, o la de Diadumenià que va governar juntament amb el seu pare.

## El problema de la datació
El 1889, Hermann Dessau, qui havia estat preocupat per la gran quantitat de termes anacrònics pertanyents al llatí vulgar que es fan servir i en especial pels noms falsos (pseudònims) emprats pels autors, va proposar que tota l'obra podia ben bé ser l'escrit d'un sol autor que va viure a finals del segle iv, probablement en temps de l'emperador Teodosi I el Gran. Entre els arguments en defensa d'aquesta teoria hi ha el fet que alguns passatges de la vida de Septimi Sever semblen copiats de les narracions de Sext Aureli Víctor, el qual havia escrit una història a mitjan segle IV; i que la vida de Marc Aureli estava copiada de la que havia escrit  Eutropi. Durant dècades diversos historiadors van entrar en controvèrsia amb aquesta teoria fins que a començaments del 1890 Theodor Mommsen va reprendre la teoria referint-se a un únic autor fent servir el nom de «l'editor de Teodosi».

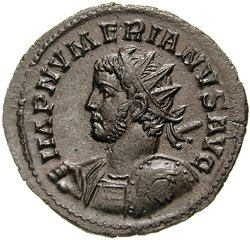
La Història Auusta acaba amb la biografia de Numerià (imatge), germà menor de Carí.

Altres, com per exemple Norman H. Baynes, van abandonar la teoria de la datació als inicis del segle IV i van proposar que devia ser una obra escrita una mica abans, en temps de l'emperador Julià l'Apòstata i que l'objectiu d'aquesta obra devia ser fer apologia del paganisme en un temps en què el cristianisme anava guanyant adeptes. Ronald Syme va publicar tres llibres entre 1966 i 1983 dedicats a aquest tema, proposant una data més concreta: l'any 395. Posteriorment s'han fet estudis comparatius dels diferents textos amb el suport d'un programa informàtic i el resultat ha estat força ambigu: Per una banda alguns elements d'estil són uniformes en tota l'obra, mentre altres varien de manera que suggereixen un treball fet per diversos escriptors, però no és clar si de l'existència de diferents estils se'n pugui deduir l'existència de diversos autors ni quants eren.

## El problema de l'autenticitat
Malgrat les moltes incongruències que hi ha a l'obra, no tots els especialistes han acceptat la teoria defensada per Dessau i Syme que es tracti d'un treball sobre falses biografies inventades entre les darreres dècades del segle IV i principis del V. Arnaldo Momigliano i A.H.M. Jones són els historiadors que més fermament s'han oposat. Momigliano, donant la seva opinió sobre tot el que s'havia escrit fins al 1954, va dir que l'assumpte es podia resumir com una "res iudicanda" (un tema que encara està per decidir) i no una "res iudicata" (un tema tancat, ja decidit). Momigliano va revisar cadascun dels llibres escrits per Ronald Syme i va oferir arguments en contra de tot el que l'altre proposava.
Alan Cameron va rebatre molts dels arguments de Syme's i de Barnes pel que fa al tema de la datació, suggerint una data entre l'any 361 i l 380.
Des del 1963 es fan a Bonn unes trobades anuals per continuar debatent el tema, les actes de les ponències es publiquen amb el nom Bonner Historia-Augusta-Colloquium (B.H.A.C.).